# Такатіхо

Такатіхо (яп. 高千穂町) — містечко в Японії, в повіті Нісіусукі префектури Міядзакі.